# AN/PVS-21
AN/PVS-21は、アメリカ特殊作戦軍で採用されている歩兵用暗視装置。第3世代の光増幅管を装備している。
倍率は等倍で、近接戦闘に適した形状になっている。全長を短縮するために光路が折れ曲がる構造の光学系を採用しており、現実の視野に等倍で暗視画像が重ね合わせて表示される構造になっている。
突然強い光にさらされても暗視画像が表示されないだけで問題なく活動できる。この機能は通常の暗視画像のみを表示する暗視装置と比較して運用者にとって周囲の状況を把握するために効果的で、透過型表示のため、ほかの頭部装着型暗視装置と比較して空間の立体的な把握が容易であると同時に入力端子を備え、赤外線画像やその他の情報を重ねて表示する機能も備わる。
アメリカ国外への輸出は規制され、たとえアメリカ国内であってもアメリカ国籍を所持しない者は所有できない。
型式のAN/PVSは"Army/Navy Portable Visual Search"を略したもので陸海軍共通命名システムで命名されている。